# Epomophorus minimus
Epomophorus minimus је врста сисара из реда слепих мишева и породице велики љиљци.

## Распрострањење
Ареал врсте покрива средњи број држава.
Врста има станиште у Етиопији, Сомалији, Кенији, Танзанији и Уганди.

## Станиште
Станишта врсте су шуме и саване.

## Угроженост
Ова врста је наведена као последња брига, јер има широко распрострањење и честа је врста.